# Isla de Bled
Isla de Bled (en esloveno: Blejski otok) es una pequeña isla en medio del lago Bled (Blejsko jezero) en la región de Carniola al noroeste del país europeo de Eslovenia. En ella se encuentra la Iglesia de María, de estilo barroco.
La superficie de la isla es de 0,82 hectáreas. Está situada en la parte occidental del lago y se extiende 18 metros sobre la superficie del mismo. La isla es el resultado de la actividad tectónica y de la erosión de los ríos en el Pleistoceno.
Los primeros indicios de asentamiento en la isla se remontan a principios de la Edad de Piedra, mientras que los primeros edificios se construyeron en el siglo VII antes de Cristo. La iglesia dedicada a la Virgen María es mencionada por primera vez en el año 1985. En 1999 fue declarada monumento cultural de importancia nacional en Eslovenia.